# Tribulation (Death-Metal-Band)
Tribulation (engl. ‚Trübsal‘) ist eine im Jahr 2001 formierte, schwedische Death-Metal-Band aus Arvika.

## Geschichte
Die Band wurde im Jahr 2001 unter dem Namen Hazard (engl. ‚Gefahr‘) gegründet und spielte auf den ersten beiden Demos Thrash Metal im Stile der Bands aus der San Francisco Bay Area wie etwa Exodus und Slayer. 2004 benannte sich die Band um und veränderte ihren Stil hin zum Death Metal. Der neue Bandname stammte dabei aus einer Textzeile des Morbid-Angel-Lieds Visions from the Darkside vom Album Altars of Madness. Jakob Johansson trat der Band in diesem Zeitraum als neuer Schlagzeuger bei. 2006 veröffentlichte das schwedische Untergrund-Label Blood Harvest Records die Vinyl-EP Putrid Rebirth, im Anschluss folgten einige regionale Konzerte. Anfang 2009 erschien das Debütalbum The Horror bei dem singapurischen Label Pulverised Records. Anschließend tourte Tribulation im April und Mai als Vorgruppe der US-amerikanischen Bands Vital Remains und Order of Ennead durch Europa. 2019 wurde die Band mit dem schwedischen Musikpreis Grammis in der Kategorie Hardrock/Metal ausgezeichnet.
Zwischen Hazard bzw. Tribulation und der ebenfalls aus Arvika stammenden Heavy-Metal-Band Enforcer gibt es einige personelle Überschneidungen. So spielten Adam Zaars, Jonas Wikstrand, Olof Wikstrand und Joseph Tholl in beiden Bands.

## Stil
Die Band spielt schnellen von Morbid Angel und Autopsy beeinflussten Death Metal mit Texten aus dem Bereich der Horrorliteratur. Die dazu passenden Illustrationen auf Tonträgern, Merchandise und Webseiten stammen von den beiden Gitarristen der Band Adam Zaars und Jonathan Hultén, die in Ausübung dieser Tätigkeit die Pseudonyme Bells of Death und Necromantic Art verwenden. Beide entwarfen zusätzlich auch Artworks für andere schwedische Bands wie Enforcer, Feral und Stench.

## Galerie

Tribulation live auf dem Party.San 2016
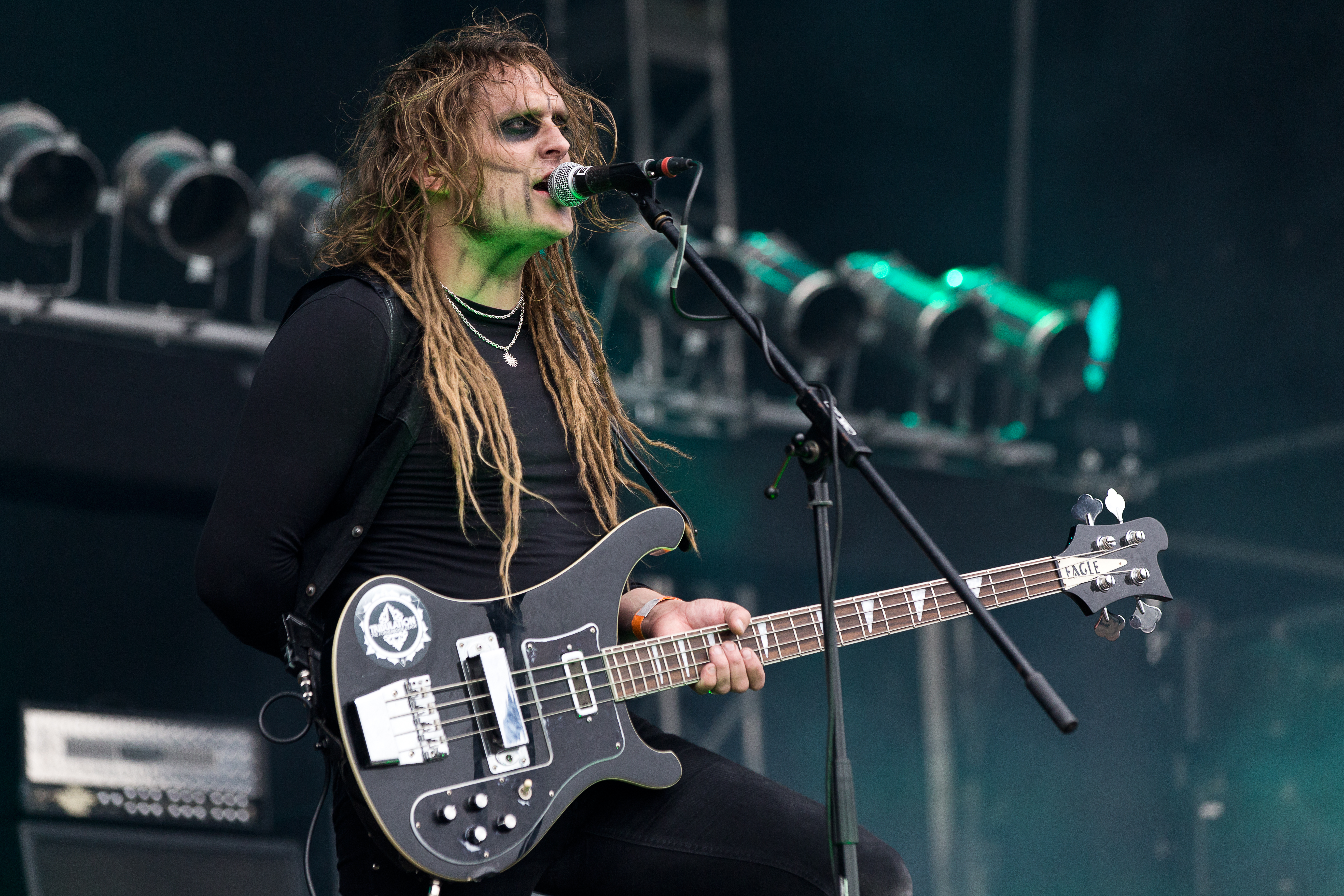
Johannes Andersson
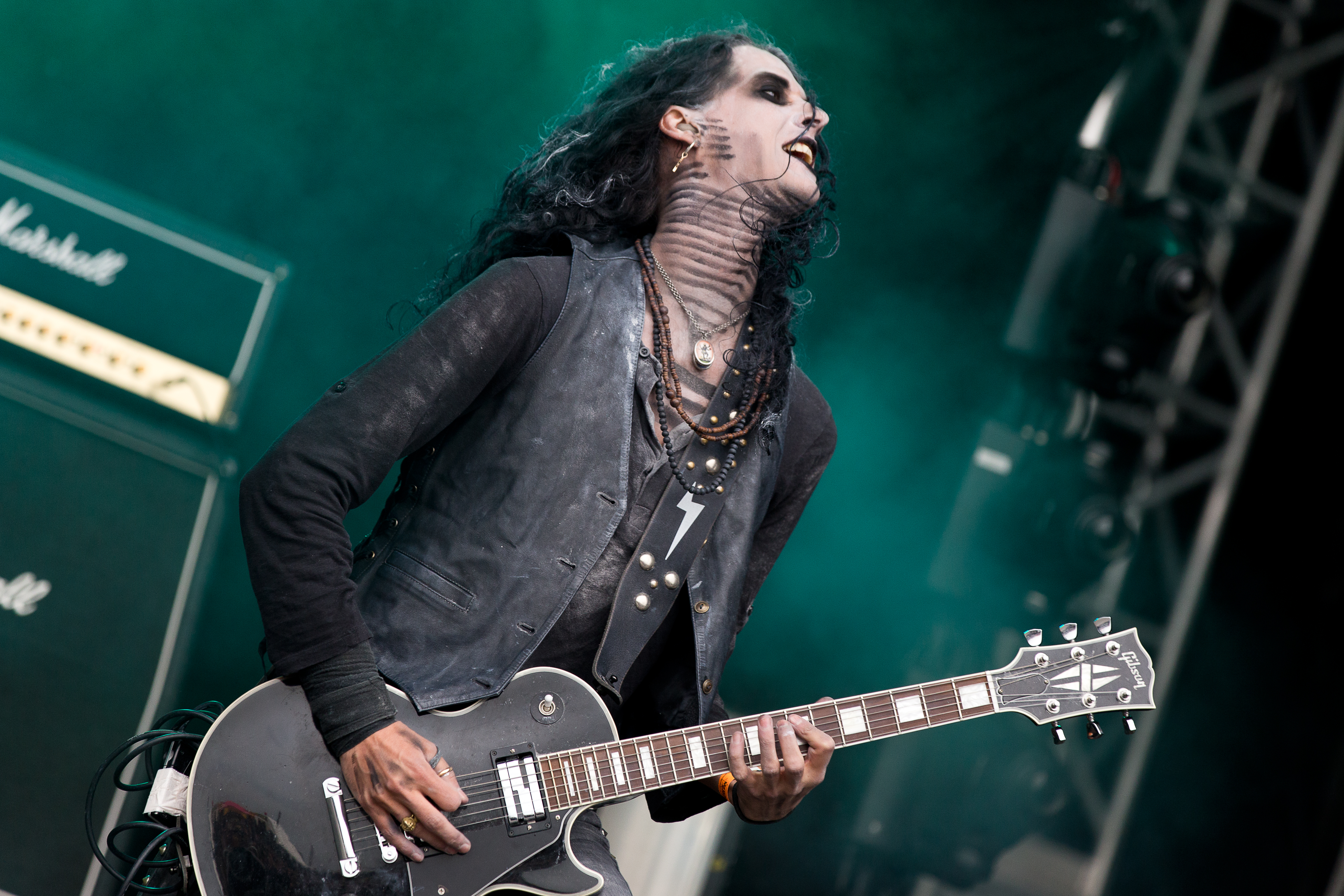
Adam Zaars
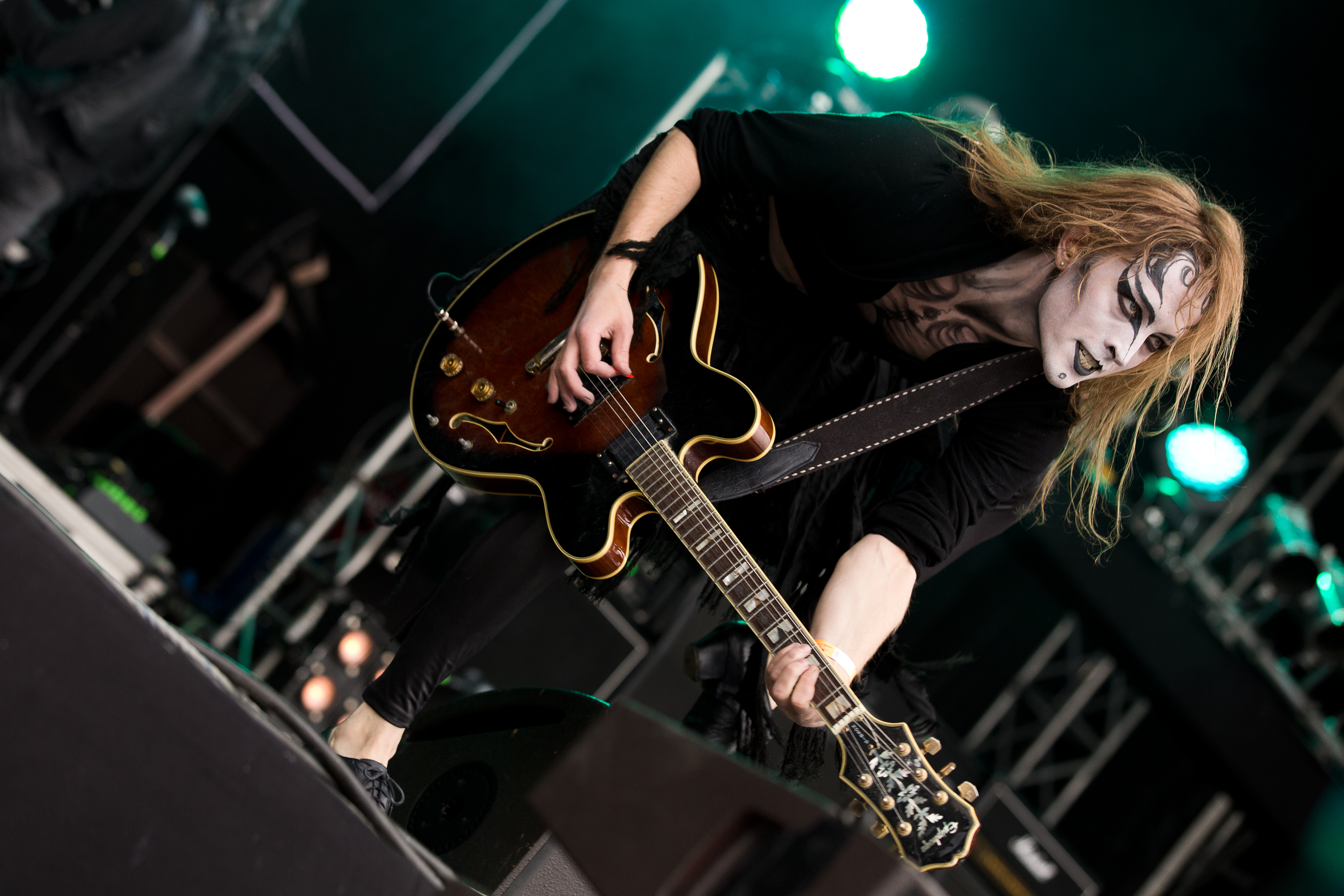
Jonathan Hultén
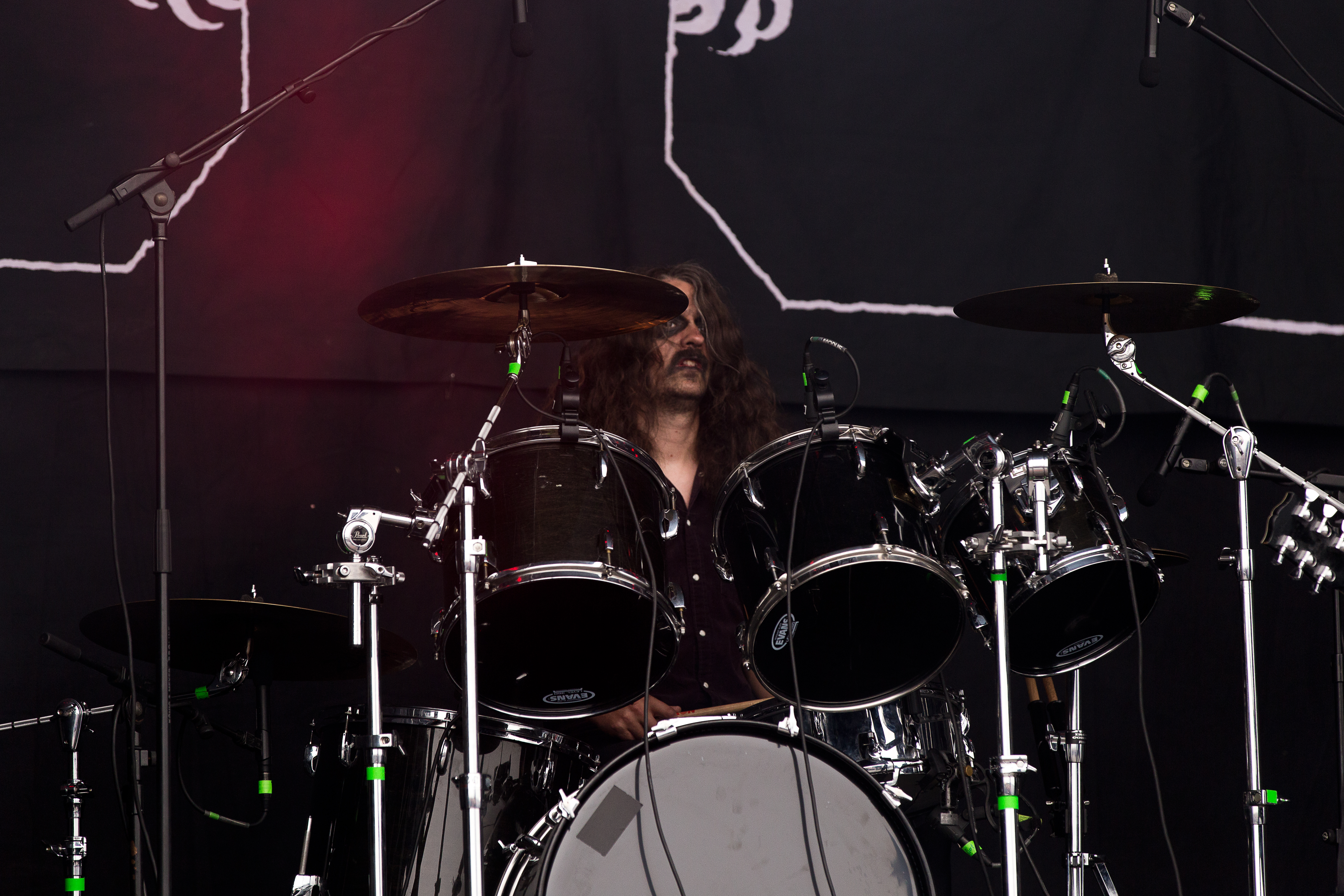
Jakob Johansson

## Diskografie

### Alben
| Jahr | Titel Musiklabel                            | Höchstplatzierung, Gesamtwochen, AuszeichnungChartplatzierungen (Jahr, Titel, Musiklabel, Platzierungen, Wochen, Auszeichnungen, Anmerkungen) | Höchstplatzierung, Gesamtwochen, AuszeichnungChartplatzierungen (Jahr, Titel, Musiklabel, Platzierungen, Wochen, Auszeichnungen, Anmerkungen) | Höchstplatzierung, Gesamtwochen, AuszeichnungChartplatzierungen (Jahr, Titel, Musiklabel, Platzierungen, Wochen, Auszeichnungen, Anmerkungen) | Höchstplatzierung, Gesamtwochen, AuszeichnungChartplatzierungen (Jahr, Titel, Musiklabel, Platzierungen, Wochen, Auszeichnungen, Anmerkungen) | Anmerkungen                            |
| Jahr | Titel Musiklabel                            | DE | AT | CH | SE | Anmerkungen                            |
| ---- | ------------------------------------------- | --- | --- | --- | --- | -------------------------------------- |
| 2009 | The Horror Pulverised Records               | — | — | — | — | Erstveröffentlichung: 19. Januar 2009  |
| 2013 | The Formulas of Death Invictus Productions  | — | — | — | — | Erstveröffentlichung: 1. März 2013     |
| 2015 | The Children of the Night Century Media     | DE42 (1 Wo.)DE | — | — | — | Erstveröffentlichung: 20. April 2015   |
| 2018 | Down Below Century Media                    | DE33 (1 Wo.)DE | AT59 (1 Wo.)AT | — | SE16 (1 Wo.)SE | Erstveröffentlichung: 26. Januar 2018  |
| 2021 | Where the Gloom Becomes Sound Century Media | DE12 (1 Wo.)DE | AT65 (1 Wo.)AT | CH38 (1 Wo.)CH | SE27 (1 Wo.)SE | Erstveröffentlichung: 29. Januar 2021  |
| 2024 | Sub Rosa in Æternum Century Media           | — | — | CH95 (1 Wo.)CH | — | Erstveröffentlichung: 1. November 2024 |

### EPs
- 2006: Putrid Rebirth (Blood Harvest Records)
- 2016: Melancholia (Century Media)
- 2017: Lady Death (Century Media)
- 2023: Hamartia (Century Media)

### Demos
- 2001: Aggression Within (als Hazard)
- 2004: Agony Awaits (als Hazard)
- 2005: The Ascending Dead